# Élénie à bec court
Elaenia parvirostris
Espèce
Statut de conservation UICN

 LC  : Préoccupation mineure
L'Élénie à bec court (Elaenia parvirostris), aussi appelée Élaène à bec court, est une espèce de passereau de la famille des Tyrannidae.

## Distribution
Cet oiseau vit dans une zone allant du sud du Brésil à la Bolivie et au centre de l'Argentine,.